# تاج همهم
كان تاج همهم عبارة عن غطاء رأس طقسي في مصر القديمة. كان في الأساس عبارة عن ثلاثي مزخرف من تاج أتف بقرون غنم حلزونية وعادةً اثنين من الصل الفرعوني. الكلمة المصرية كلمة «همهم» تعني «الصراخ»، «الصراخ» ربما تشير إلى أن تاج همهم يمثل قرن معركة.

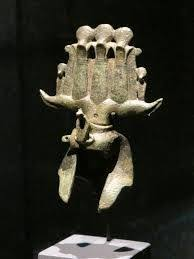
تاج همهم

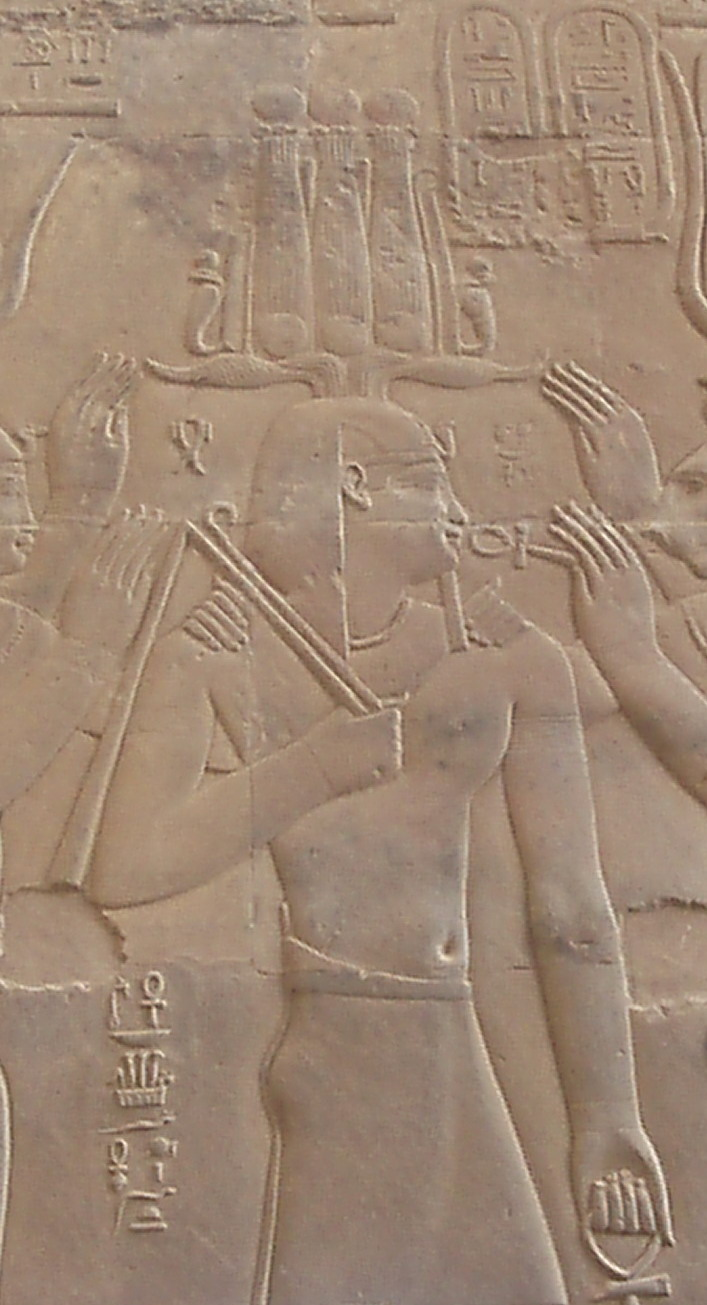
بطليموس الثاني عشر يرتدي تاج هيمهم من معبد كوم أمبو

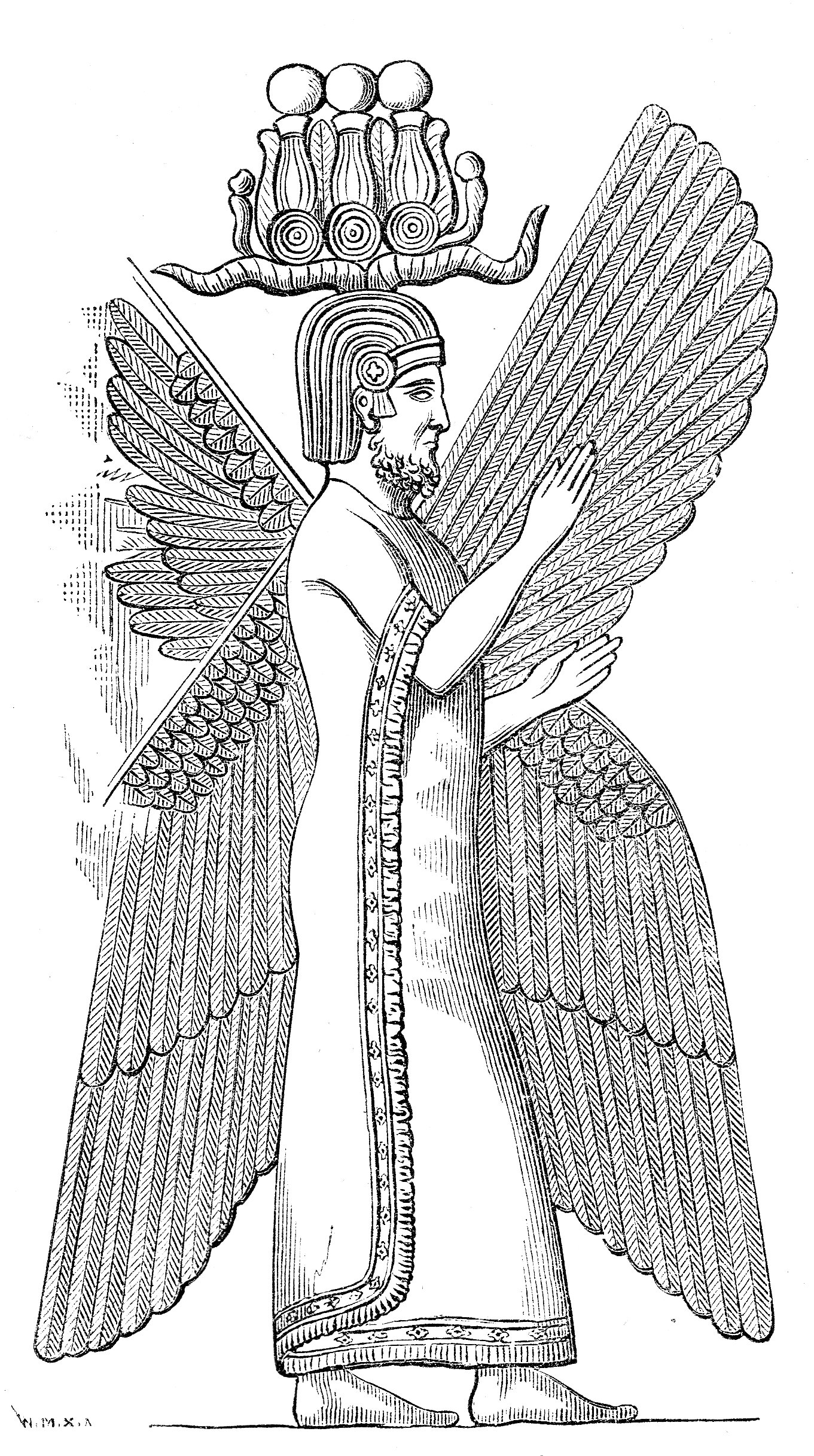
كورش الكبير العظيم يرتدي تاج همهم

يظهر استخدام مبكر لتاج همهم على العرش الذهبي لفرعون 
الأسرة الثامنة عشر توت عنخ آمون. فيما بعد ظهر تاج همهم على صور الحكام غير المصريين، مثل نتكاماني، أرنيخاماني أو سيلكو نوباديا. كما يظهر كورش الكبير يرتدي تاج همهم في نقش بارز وجد في باسارغاد.

## الوصف
تاج همهم هو نسخة أكثر تفصيلاً من التاج أتف. لهذا السبب، كان يشار إليه أحيانًا باسم «تاج أتف ثلاثي».   تم تصوير إله السحر حكا وهو يرتدي تاج همهم. يرتبط التاج بشروق الشمس، والذي يُفسَّر على أنه «ولادة جديدة» وغالبًا ما يُرى بالهيروغليفية مع قرص الشمس داخل زهرة اللوتس. أصبح هذا التاج معروفاً في العصر البطلمي. كان القرن في تاج همهم رمزًا للشمس (آمون)، أو خالق الحياة (خنوم) أو القمر (ياه).

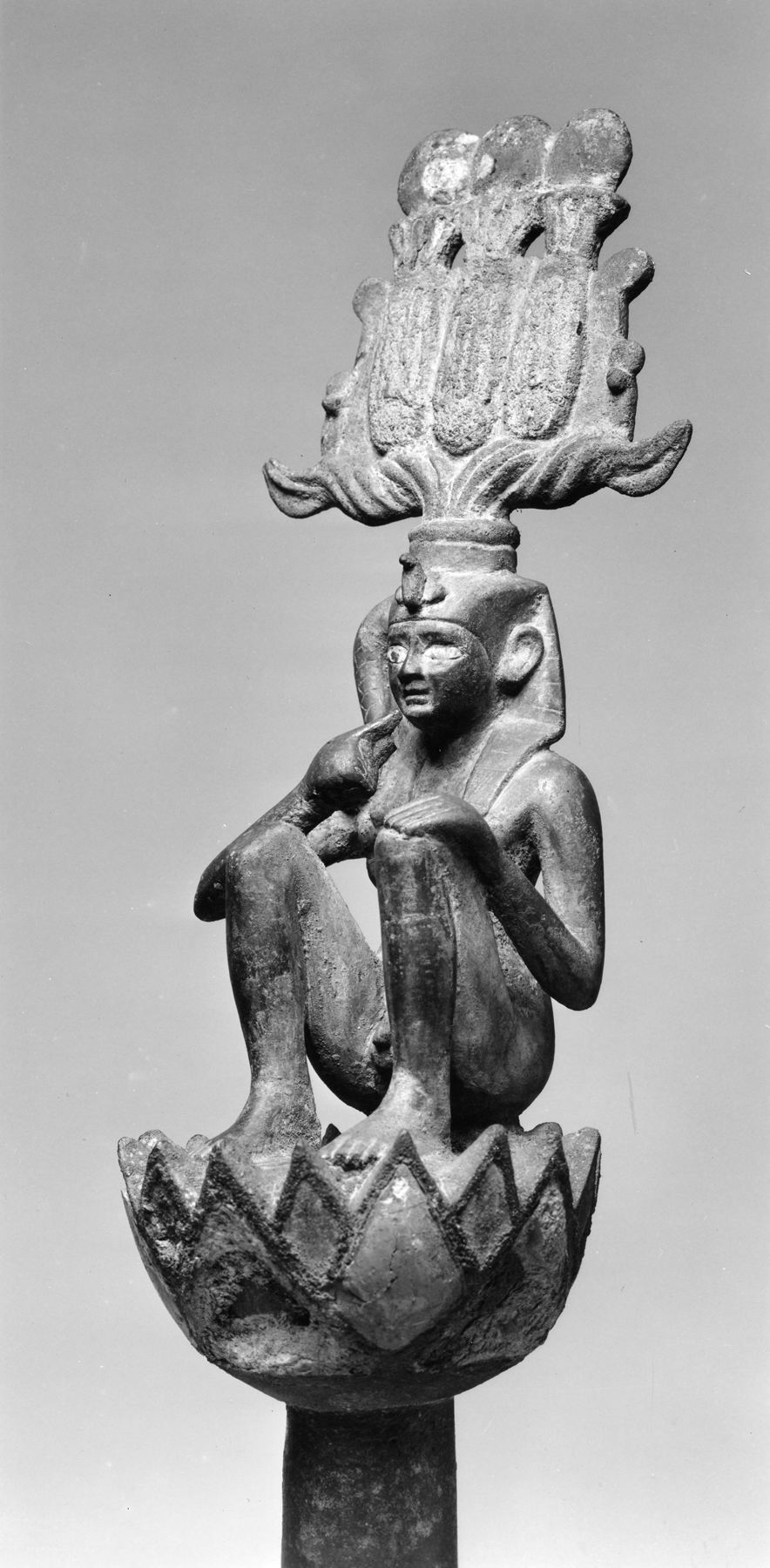
طفل حورس مع هيمهم جالس على زهرة اللوتس

## التاريخ
نشأ تاج همهم في الأسرة الثامنة عشر، وكان يُلبس خلال الاحتفالات الهامة. كان التفسير الرمزي وراء هذا التاج هو التباهي بقوة الفرعون. أيضًا، تم ارتداء التاج أثناء الحرب وهذا ما دلت عليه كلمة همهم على أنها «صرخة» لكنها كانت كذلك. يتم ارتداؤها خلال العديد من المهرجانات أيضًا. كما تم استخدامه في طقوس تتويج الملك الجديد، والذي قام به إلهان. إلا أن أول ظهور ملحوظ لتاج همهم كان في عهد أخناتون ثم اكتشف في مقبرة تل العمارنة. شاب صغير ارتدى الملك المسمى توت عنخ آمون التاج بطريقة مختلفة. سيضع التاج على ظهر العرش. تم اكتشاف ذلك أيضًا في قبره، استمر استخدامه في العصر الروماني حيث يوجد تمثيل جداري وعملات معدنية تصوره.

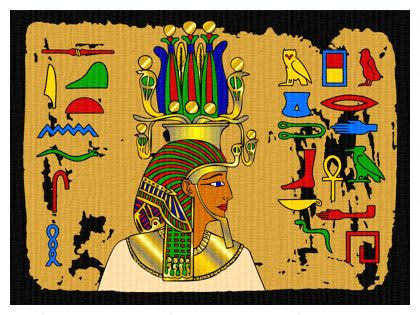
رسمة تاج همهم

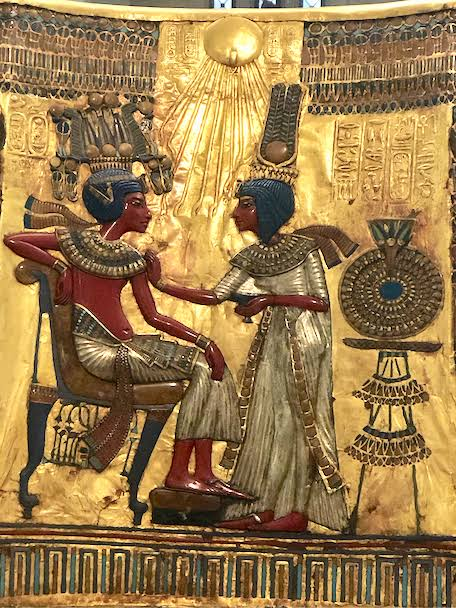
توت عنخ آمون يرتدي تاج همهم

## الميزات
يتم وضع التاج فوق زوج من قرني الكبش اللولبي الطويل، ويُشاهد عادةً مع الكوبرا على جانبي التاج. تم إنشاؤه من القصب وريش النعام، إلى جانب ريش العديد من الطيور الأخرى. وكان يُلبس مائلًا نحو مؤخرة الرأس على عكس الطريقة التي يتم بها ارتداء التيجان عادةً. نوع آخر من تاج همهم به ثلاثة صقور الطيور بدلاً من أقراص الشمس الثلاثة. هذا النوع من التاج يدل على حكم مصر السفلى؛ يظهر الجمع بين أقراص الشمس والصقر القوة على الوجه البحري مع صعيد مصر. تحدث تيجان الدم بشكل متكرر من وقت بطليموس السادس فصاعدًا. الرموز الموجودة على التاج، مثل القصب والصل تشير إلى فترة زمنية لاحقة. كلما كانت المنحوتات على التاج أكثر تعقيدًا، تأخرت الفترة الزمنية للتاج. لم تكن صور الصقور والقرون جزءًا من الفترة المبكرة البطالمة، ونادرًا ما تُصوَّر بالهيروغليفية خلال تلك الفترة الزمنية. تم العثور على العديد من الميزات الأخرى للتاج، مثل الريش من حيوانات مختلفة، في فترات زمنية مختلفة. كل ريشة مضافة على تاج الهيميم لها أهمية في الفترة الزمنية الخاصة بها. كان شكل التاج يتغير باستمرار حسب الفترة الزمنية؛ سيتم إضافة عناصر مختلفة أو نزعها، أو سيتغير شكل التاج. غالبًا ما كان يُصوَّر التاج جنبًا إلى جنب مع النمس حيث القماش المخطط للرأس وكما كان لكل فترة زمنية أهميتها، كذلك كان التعاون بين النمس وتاج همهم.

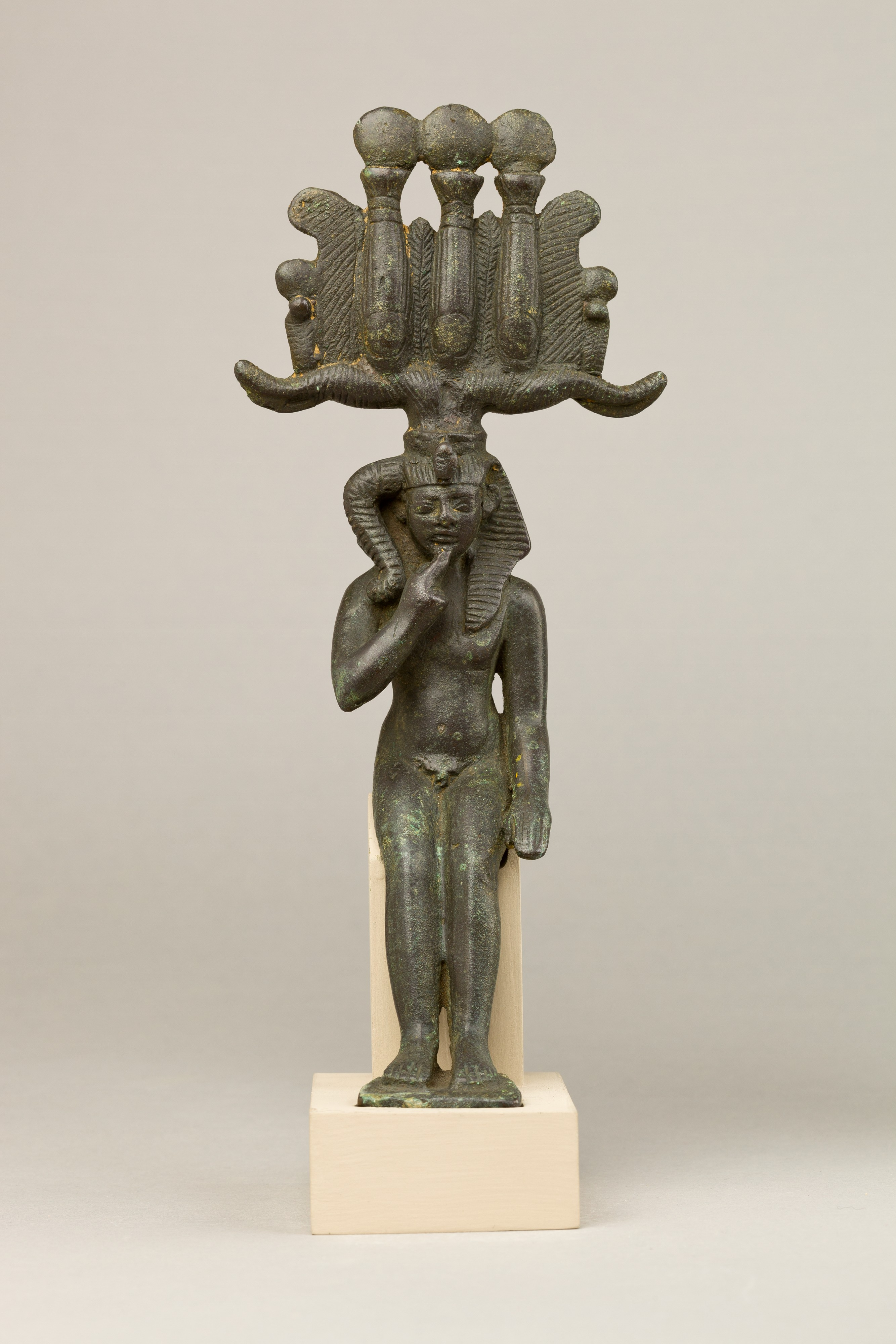
إله الطفل يرتدي النمس مع تاج همهم

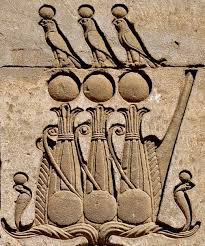
تاج همهم مع ثلاثة صقور